# 擲標槍

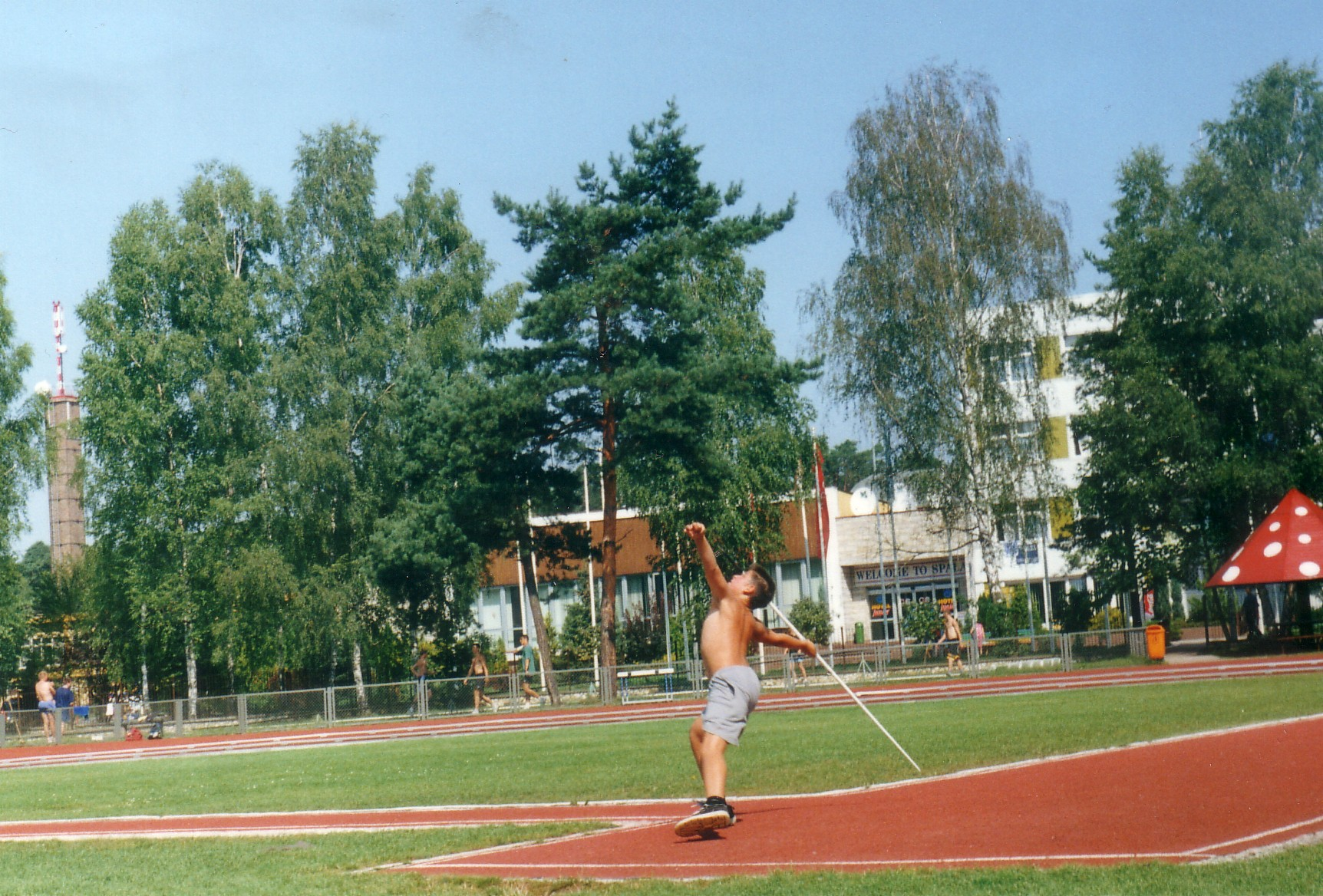
投掷标枪

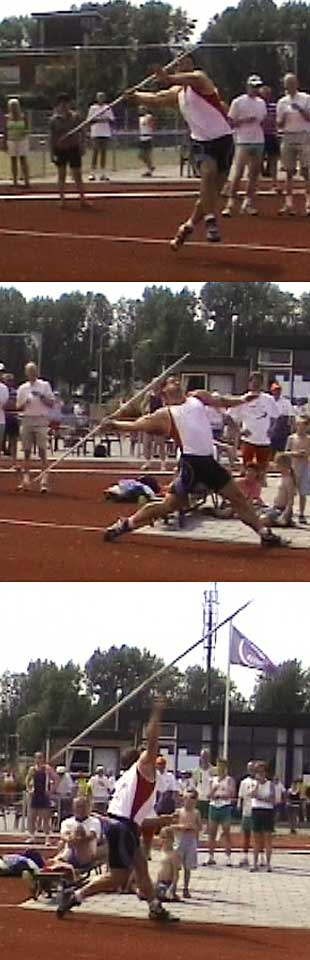
投掷瞬间的动作分解

掷标枪（Javelin Throw）是田径項目之一，在田径场中，运动员会掷出标枪，并比较掷出的距离长短。掷标枪也是十项全能和七项全能的参赛项目之一。

## 规则与竞赛
在标枪的长度，形状，最小重量和标枪重心上，国际田联有着明确的规定。在国际竞赛中，男子在比赛中使用的标枪长度要在2.6米到2.7米之间，至少达到800克。女子在比赛中使用的标枪长度要在2.2米到2.3米之间，至少达到600克。标枪一般配有一个把手，大约150毫米宽，安装在标枪的重心或中心上（关于重心，男女各有不同：男子的在标枪顶端位置以下0.9米到1.06米，女子的在标枪顶端位置以下0.8米到0.92米）。
不像其他的投掷运动（铁饼、链球、铅球），掷标枪的方式完全是国际田联制定的，其他的一切“不正规”方法都是不允许使用的。运动员在拿标枪和投掷标枪时，必须将标枪举过其肩部和膀臂的上方。此外，运动员在投掷时禁止将其背部转向投掷方向。在实践，他是为了防止運动员像掷铁饼那样原地旋转地将标枪掷出。掷标枪的范围并不是像掷链球那样被局限在一个圈里，运动员有一个4米宽，30米长的跑道以供助跑。运动员一般在这个区域获得了一定速度后才将标枪掷出。如同其他比赛一样，在完成一掷（标枪落地）（implement lands）以前，运动员是不得离开投掷区的。在投掷时，运动员不得超过远端的投掷区终点，这也意味着运动员必须在到达终点前达到最快速度。标枪的投掷区是一块从跑道末端以29度角向外延展到外弧的区域。规则规定，只有标枪完全被投掷到规定范围内才能作为成绩，如果投掷到范围以外的话则不算成绩。丈量成绩从标枪的最近落点开始，并且必须是标枪头首先着地才能算作成绩。
比赛过程与其他投掷项目类似，比赛一般由3到6轮构成。结束前三轮比赛后，按成绩提取前8名运动员参加最后三轮的比赛，第四、五轮比赛排序按前三轮成绩的倒序排列，第六轮比赛排序则按前五轮成绩的倒序排列，成绩最好的在最后投掷。最终，谁投掷的最远谁获得第一名。每位运动员如果想改善自己的成绩的话，只能在其他轮中尝试了！

## 标枪的重新设计
在1986年4月1日，男子标枪（800克，1.76磅）被国际田联技术委员会重新设计。因为当时竞赛官员为标枪时常水平落地而讨论争执不已，新的世界纪录也使得标枪需要重新设计的问题被再次提起（乌韦霍恩，104.80米）。最终，标枪得到了重新设计，他的重心被向前移动了4厘米，进一步让他远离了压力中心（关系到空气动力學的阻力及升力），这样就增加其向下的俯仰力矩（pitching moment）。这样一来，使得标枪头会更早的下落，也减少了其10%的飞行距离，但这样也让标枪能更稳的插在地上。1999年，女子标枪（600克，1.32磅）也得到了同样的设计。 

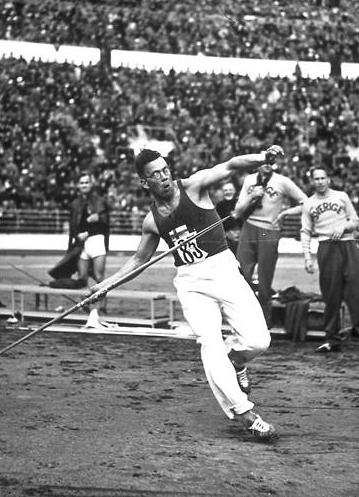
Matti Järvinen在1932年夏季奥运会上进行标枪投掷

## 奥林匹克中的标枪
掷标枪与奥林匹克有很大联系，在邁錫尼和罗马帝国时期，标枪是一种常用的的攻击性武器。由于标枪比矛轻，所以标枪是用来投掷来进行远距离攻击而不是用来刺杀的。然而标枪对运动员来说他不是武器，而是一件比试的工具。因为现在已经不再比试标枪的渗透力，而是来比较投掷标枪的距离。.
北欧人十分擅长投掷标枪，在已经产生的69个男子标枪奥运金牌获得者中，32名是挪威，瑞典和芬兰的运动员。芬兰曾在1920年和1932年横扫了投掷标枪项目的所有奖牌。在1912年，芬兰也横扫了双手投掷标枪项目的奖牌。这个项目在芬兰和瑞典很受欢迎，但是现在已经没有这个项目了。

## 技术与训练
和其他的项目不同，运动员在投掷时会有一定的初速度。除了需要上肢力量以外，运动员们还需要奔跑和跳跃的技巧。因此，投掷标枪的运动员需要更好的运动素质。
投掷标枪运动员经常使用传统的自由重量训练来训练。运动员也会使用金属杆和阻力带来替代标枪训练，这样的话，运动员就能更加有力量和爆发力。重心的平稳能够保证你在投掷标枪时获得更大的力量。伸展和短跑运动也是必须的，这些训练可以帮助提高标枪出手时的速度。一般情况下，标枪出手时能够达到113公里每小时（70英里每小时）。

## 歷代標槍（600公克）十傑

### 世界

#### 世界女子十傑
| 排名 | Personal Best | 姓名（生日）                         | 出生地       | 日期          | 締造年齡 | 地點             |
| ---- | ------------- | ------------------------------------ | ------------ | ------------- | -------- | ---------------- |
| 1    | 72.28公尺     | Barbora Spotáková（1981年6月30日）   | 捷克斯洛伐克 | 2008年9月13日 | 27歲     | 德国斯圖加特     |
| 2    | 71.70公尺     | Osleidys Menéndez（1979年11月14日）  | 古巴         | 2005年8月14日 | 25歲     | 芬兰赫爾辛基     |
| 3    | 71.40公尺     | Maria Andrejczyk（1996年3月9日）     | 波蘭         | 2021年5月9日  | 25歲     | 斯普立           |
| 4    | 70.53公尺     | Мария Абакумова（1986年1月15日）     | 俄羅斯       | 2013年9月1日  | 27歲     | 德国柏林         |
| 5    | 70.20公尺     | Christina Obergföll（1981年8月22日） | 德国         | 2007年6月23日 | 25歲     | 德国慕尼黑       |
| 6    | 69.48公尺     | Trine Hattestad（1966年4月18日）     | 挪威         | 2000年7月28日 | 34歲     | 挪威奧斯陸       |
| 7    | 69.35公尺     | Sunette Viljoen（1983年10月6日）     | 南非         | 2012年6月9日  | 29歲     | 美国紐約州紐約市 |
| 8    | 69.19公尺     | Christin Hussong（1994年3月17日）    | 德国         | 2021年5月30日 | 27歲     | 波蘭荷祖夫       |
| 9    | 68.92公尺     | Kathryn Mitchell（1982年7月10日）    |              | 2018年4月11日 | 35歲     | 昆士蘭州黃金海岸 |
| 10   | 68.43公尺     | Sara Kolak（1995年6月22日）          |              | 2017年7月6日  | 22歲     | 瑞士洛桑         |

## 歷代標槍（800公克）十傑

### 世界

#### 世界男子十傑
| 排名 | Personal Best | 姓名（生日）                               | 出生地       | 日期          | 締造年齡 | 地點             |
| ---- | ------------- | ------------------------------------------ | ------------ | ------------- | -------- | ---------------- |
| 1    | 98.48公尺     | Jan Železný（1966年6月16日）               | 捷克斯洛伐克 | 1996年5月25日 | 29歲     | 德国耶拿         |
| 2    | 97.76公尺     | Johannes Vetter（1993年3月26日）           | 德国         | 2020年9月6日  | 27歲     | 波蘭荷祖夫       |
| 3    | 96.96公尺     | Seppo Henrik Räty（1962年4月27日）         | 芬兰         | 1991年6月2日  | 29歲     | 芬兰蓬卡莱敦     |
| 4    | 93.90公尺     | Thomas Röhler（1991年9月30日）             | 德国         | 2017年5月5日  | 25歲     | 杜哈             |
| 5    | 93.09公尺     | Aki Parviainen（1974年10月26日）           | 芬兰         | 1999年6月26日 | 24歲     | 芬兰库奥尔塔内   |
| 6    | 92.72公尺     | Julius Yego（1989年1月4日）                |              | 2015年8月26日 | 26歲     | 中国北京市朝陽區 |
| 7    | 92.61公尺     | Sergey Makarov（1973年3月19日）            | 俄羅斯       | 2002年6月30日 | 29歲     | 英国英格蘭謝菲爾 |
| 8    | 92.60公尺     | Raymond Hecht（1968年11月11日）            | 德国         | 1995年7月21日 | 26歲     | 挪威奧斯陸       |
| 9    | 92.06公尺     | Andreas Hofmann（1991年12月16日）          | 德国         | 2018年6月2日  | 26歲     | 德国歐芬堡       |
| 10   | 91.69公尺     | Κωνσταντίνος Γκατσιούδης（1973年12月17日） | 希腊         | 2000年6月24日 | 26歲     | 芬兰库奥尔塔内   |

#### 歐洲男子十傑
| 排名 | Personal Best | 姓名（生日）                               | 出生地       | 日期          | 締造年齡 | 地點             |
| ---- | ------------- | ------------------------------------------ | ------------ | ------------- | -------- | ---------------- |
| 1    | 98.48公尺     | Jan Železný（1966年6月16日）               | 捷克斯洛伐克 | 1996年5月25日 | 29歲     | 德国耶拿         |
| 2    | 97.76公尺     | Johannes Vetter（1993年3月26日）           | 德国         | 2020年9月6日  | 27歲     | 波蘭荷祖夫       |
| 3    | 96.96公尺     | Seppo Henrik Räty（1962年4月27日）         | 芬兰         | 1991年6月2日  | 29歲     | 芬兰蓬卡莱敦     |
| 4    | 93.90公尺     | Thomas Röhler（1991年9月30日）             | 德国         | 2017年5月5日  | 25歲     | 杜哈             |
| 5    | 93.09公尺     | Aki Parviainen（1974年10月26日）           | 芬兰         | 1999年6月26日 | 24歲     | 芬兰库奥尔塔内   |
| 6    | 92.61公尺     | Sergey Makarov（1973年3月19日）            | 俄羅斯       | 2002年6月30日 | 29歲     | 英国英格蘭謝菲爾 |
| 7    | 92.60公尺     | Raymond Hecht（1968年11月11日）            | 德国         | 1995年7月21日 | 26歲     | 挪威奧斯陸       |
| 8    | 92.06公尺     | Andreas Hofmann（1991年12月16日）          | 德国         | 2018年6月2日  | 26歲     | 德国歐芬堡       |
| 9    | 91.69公尺     | Κωνσταντίνος Γκατσιούδης（1973年12月17日） | 希腊         | 2000年6月24日 | 26歲     | 芬兰库奥尔塔内   |
| 10   | 91.59公尺     | Andreas Thorkildsen（1982年4月1日）        | 挪威         | 2006年6月2日  | 24歲     | 挪威奧斯陸       |

#### 亞洲男子十傑
| 排名 | Personal Best | 姓名（生日）                    | 出生地           | 日期           | 締造年齡 | 地點                             |
| ---- | ------------- | ------------------------------- | ---------------- | -------------- | -------- | -------------------------------- |
| 1    | 91.36公尺     | 鄭兆村（1993年10月17日）        | 中華民國（臺灣） | 2017年8月26日  | 23歲     | 中華民國（臺灣）臺北市松山區     |
| 2    | 89.94公尺     | Neeraj Chopra（1997年12月24日） | 印度             | 2022年6月30日  | 24歲     | 瑞典斯德哥爾摩                   |
| 3    | 89.15公尺     | 赵庆刚（1985年7月24日）         | 中国             | 2014年10月2日  | 29歲     | 仁川廣域市                       |
| 4    | 87.60公尺     | 溝口和洋（1962年3月18日）       | 日本             | 1989年5月27日  | 27歲     | 美国加利福尼亞州聖克拉拉郡聖荷西 |
| 5    | 87.20公尺     | Victor Zaitsev（1966年6月6日）  |                  | 1992年6月23日  | 26歲     | 俄羅斯莫斯科                     |
| 6    | 86.83公尺     | 新井涼平（1991年6月23日）       | 日本             | 2014年10月21日 | 23歲     | 日本長崎県諫早市宇都町           |
| 7    | 86.64公尺     | 黃士峰（1992年3月2日）          | 中華民國（臺灣） | 2017年8月26日  | 25歲     | 中華民國（臺灣）臺北市松山區     |
| 8    | 86.38公尺     | Arshad Nadeem（1997年1月2日）   | 巴基斯坦         | 2021年4月12日  | 24歲     | 伊朗馬什哈德                     |
| 9    | 86.23公尺     | Shivpal Singh（1995年7月6日）   | 印度             | 2019年4月22日  | 23歲     | 杜哈                             |
| 10   | 85.96公尺     | 村上幸史（1979年12月23日）      | 日本             | 2013年4月28日  | 33歲     | 日本広島県広島市安佐南区         |

### 國家或地區

#### 德國男子十傑
| 排名 | Personal Best | 姓名（生日）                       | 日期          | 締造年齡 | 地點           |
| ---- | ------------- | ---------------------------------- | ------------- | -------- | -------------- |
| 1    | 97.76公尺     | Johannes Vetter（1993年3月26日）   | 2020年9月6日  | 27歲     | 波蘭荷祖夫     |
| 2    | 93.90公尺     | Thomas Röhler（1991年9月30日）     | 2017年5月5日  | 25歲     | 杜哈           |
| 3    | 92.60公尺     | Raymond Hecht（1968年11月11日）    | 1995年7月21日 | 26歲     | 挪威奧斯陸     |
| 4    | 92.06公尺     | Andreas Hofmann（1991年12月16日）  | 2018年6月2日  | 26歲     | 德国歐芬堡     |
| 5    | 90.44公尺     | Boris Henry（1973年12月14日）      | 1997年7月9日  | 23歲     | 奥地利林茲     |
| 6    | 89.06公尺     | Bernhard Seifert（1993年2月15日）  | 2019年5月26日 | 26歲     | 德国歐芬堡     |
| 7    | 88.70公尺     | Peter Blank（1962年4月10日）       | 2001年6月30日 | 39歲     | 德国斯圖加特   |
| 8    | 88.36公尺     | Matthias de Zordo（1988年2月21日） | 2011年9月16日 | 23歲     | 比利时布魯塞爾 |
| 9    | 88.29公尺     | Julian Weber（1994年8月29日）      | 2016年9月3日  | 22歲     | 德国柏林       |
| 10   | 87.20公尺     | Peter Esenwein（1967年12月7日）    | 2004年5月31日 | 36歲     | 德国雷林根     |

#### 中華民國男子十傑
| 排名 | Personal Best | 姓名（生日）             | 日期           | 締造年齡 | 地點                         |
| ---- | ------------- | ------------------------ | -------------- | -------- | ---------------------------- |
| 1    | 91.36公尺     | 鄭兆村（1993年10月17日） | 2017年8月26日  | 23歲     | 中華民國（臺灣）臺北市松山區 |
| 2    | 86.64公尺     | 黃士峰（1992年3月2日）   | 2017年8月26日  | 25歲     | 中華民國（臺灣）臺北市松山區 |
| 3    | 76.84公尺     | 周宜辰（1984年7月9日）   | 2006年7月29日  | 22歲     | 中華民國（臺灣）新北市板橋區 |
| 4    | 74.99公尺     | 陳鈺文（1988年7月3日）   | 2009年3月8日   | 20歲     | 中華民國（臺灣）新北市板橋區 |
| 5    | 74.56公尺     | 蔡仁為（1997年6月20日）  | 2019年5月26日  | 21歲     | 中華民國（臺灣）臺北市松山區 |
| 6    | 74.41公尺     | 古嘉和（1994年9月24日）  | 2015年5月6日   | 20歲     | 中華民國（臺灣）新北市板橋區 |
| 7    | 73.76公尺     | 李承祐（1994年9月28日）  | 2019年4月29日  | 24歲     | 中華民國（臺灣）嘉義縣民雄鄉 |
| 8    | 73.71公尺     | 蕭程蔚                   | 2012年5月7日   |          | 中華民國（臺灣）高雄市苓雅區 |
| 9    | 73.70公尺     | 王偉任                   | 2016年5月4日   |          | 中華民國（臺灣）臺東縣臺東市 |
| 10   | 73.67公尺     | 鍾政宏（1995年1月17日）  | 2013年10月23日 | 18歲     | 中華民國（臺灣）臺北市松山區 |

#### 中國男子十傑
| 排名 | Personal Best | 姓名（生日）            | 日期           | 締造年齡 | 地點                     |
| ---- | ------------- | ----------------------- | -------------- | -------- | ------------------------ |
| 1    | 89.15公尺     | 赵庆刚（1985年7月24日） | 2014年10月2日  | 29歲     | 仁川廣域市               |
| 2    | 84.54公尺     | 徐家杰（1997年10月8日） | 2021年9月22日  | 23歲     | 中国陝西省西安市灞橋區   |
| 3    | 84.29公尺     | 李榮祥（1972年1月18日） | 2000年5月10日  | 28歲     | 中国四川省成都市         |
| 4    | 83.38公尺     | 张连标（1969年1月25日） | 1994年10月16日 | 25歲     | 日本廣島縣廣島市         |
| 5    | 82.22公尺     | 刘启臻（1995年9月17日） | 2018年8月27日  | 22歲     | 印度尼西亞雅加達         |
| 6    | 82.14公尺     | 胡浩然（1998年9月28日） | 2021年9月22日  | 22歲     | 中国陝西省西安市灞橋區   |
| 7    | 81.59公尺     | 马群（1994年2月8日）    | 2019年4月8日   | 25歲     | 中国廣東省肇慶市端州區   |
| 8    | 81.48公尺     | 秦强（1983年4月18日）   | 2009年5月27日  | 26歲     | 中国江蘇省蘇州市昆山市   |
| 9    | 81.38公尺     | 陈奇（1982年3月10日）   | 2004年5月22日  | 22歲     | 中国河北省石家庄市長安區 |
| 10   | 80.25公尺     | 王青波（1988年5月24日） | 2009年11月4日  | 21歲     | 中国廣東省廣州市天河區   |

#### 日本男子十傑
| 排名 | Personal Best | 姓名（生日）                   | 日期           | 締造年齡 | 地點                             |
| ---- | ------------- | ------------------------------ | -------------- | -------- | -------------------------------- |
| 1    | 87.60公尺     | 溝口和洋（1962年3月18日）      | 1989年5月27日  | 27歲     | 美国加利福尼亞州聖克拉拉郡聖荷西 |
| 2    | 86.83公尺     | 新井涼平（1991年6月23日）      | 2014年10月21日 | 23歲     | 日本長崎縣諫早市宇都町           |
| 3    | 85.96公尺     | 村上幸史（1979年12月23日）     | 2013年4月29日  | 33歲     | 日本廣島縣廣島市安佐南區         |
| 4    | 84.28公尺     | ディーン元気（1991年12月30日） | 2012年4月29日  | 20歲     | 日本廣島縣廣島市安佐南區         |
| 5    | 82.52公尺     | 小南拓人（1995年7月26日）      | 2021年4月29日  | 25歲     | 日本廣島縣廣島市安佐南區         |
| 6    | 81.84公尺     | 吉田雅美（1958年6月14日）      | 1990年7月10日  | 32歲     | 法國尼斯                         |
| 7    | 81.73公尺     | 寒川建之介（1994年7月12日）    | 2020年7月19日  | 26歲     | 日本奈良縣奈良市                 |
| 8    | 81.63公尺     | 小椋健司（1995年6月8日）       | 2021年6月6日   | 25歲     | 日本新潟縣新潟市中央區           |
| 9    | 81.55公尺     | 長谷川鉱平（1990年1月1日）     | 2016年5月21日  | 26歲     | 日本大阪府泉南郡熊取町           |
| 10   | 80.14公尺     | 崎山雄太（1996年4月5日）       | 2019年10月5日  | 23歲     | 日本茨城県ひたちなか市           |

## 外部連結
- 官方网站
- (IAAF Statement) （页面存档备份，存于）
- World Record progression in athletics men
- World Record progression in athletics women
- Masters World Rankings （页面存档备份，存于）
- IAAF competition rules
- Javelin History